# معبد اندیشه
معبد اندیشه (به انگلیسی: Temple of Thought) پنجمین آلبوم گروه آلترنیتیو راک فنلاندی، پوئتز آو د فال (به انگلیسی: Poets of the Fall) است که در سال ۲۰۱۲ منتشر شد. این آلبوم آخرین بخش از یک سه گانه است که دو قسمت دیگر آن نشانه های زندگی و کارناوال زنگ زده است.

## فهرست آهنگ‌ها
1. 	"Running Out of Time"   	3:11
2. 	"Temple of Thought"   	4:36
3. 	"Cradled in Love"   	4:42
4. 	"Kamikaze Love"   	3:39
5. 	"The Lie Eternal"   	4:32
6. 	"Skin"   	4:27
7. 	"The Distance"   	5:04
8. 	"Show Me This Life"   	4:27
9. 	"Morning Tide"   	4:39
10. 	"The Ballad of Jeremiah Peacekeeper"   	5:05
11. 	"The Happy Song"   	4:19

## تک آهنگ‌ها
1- Cradled in Love
2- Kamikaze Love
3- The Lie Eternal